# بارتیکا

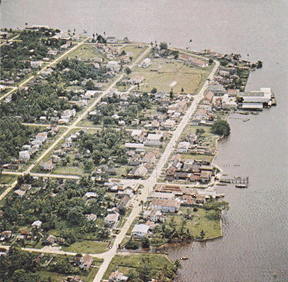

بارتیکا (انگلیسی: Bartica) نام شهری است که در ساحل غربی رود اسکوئیبو در کشور گینه واقع شده است. بسیاری ار مردم این شهر ۱۵٬۰۰۰ نفری در صنعت طلا و الماس کار می‌کنند.